# Stellaria webbiana
Stellaria webbiana là loài thực vật có hoa thuộc họ Cẩm chướng. Loài này được (Benth. ex G. Don) Edgew. & Hook. f. miêu tả khoa học đầu tiên năm 1874.